# Рівень зусиль
В менеджменті продукту, рівень зусиль (level of effort, LOE) є опорною проєктною діяльністю, яка повинна бути зроблена для підтримки інших трудових діяльностей або проєктних зусиль в цілому. Він зазвичай складається з короткого обсягу роботи, яка має періодично повторюватися. Прикладами такої активності можуть бути бухгалтерський бюджет проєкту, взаємодія з клієнтами, або змащення устаткування під час виробництва певного продукту.
Позаяк діяльність LOE не саме робочий елемент, безпосередньо пов'язаний з реалізацією кінцевого продукту проєкту, послуги чи результату, а швидше той, який підтримує таку роботу, його тривалість заснована на тривалості дискретної трудової діяльності, яку він підтримує - змащування обладнання починається при виробництві та закінчується, коли виробництво закінчується. В результаті діяльність LOE ніколи не повинна бути на критичному шляху графіка проєкту, оскільки вона ніколи самостійно не додає час до проєкту. Швидше за все, виробництво буде на критичному шляху, і змащування стане коротшим або довшим тільки, якщо відбувається процес виробництва. Діяльності LOE не повинні мати відхилень, оскільки вони не можуть бути попереду або позаду графіка активності в залежності від їх значення.
При вставці активностей LOE до графіка, заснованого на методі критичного шляху, LOE зазвичай планується як початок-початок (start-to-start, SS), так і кінець-кінець (finis-to-finish) спадкоємеця рушійної діяльності. У логічній діаграмі мережі ці два зв'язки виглядають так, наче LOE висить від початку до кінця дискретної діяльності. В результаті, LOE іноді схематично називають активністю "гамака" ("hammock" activity) або відносиною "гамака" ("hammock relationship). 
LOE використовується для визначення кількості виконуваної роботи протягом часу і вимірюється в робочих днях або робочих годинах за день / тиждень / місяць.
Оцінка LOE є одним із головних завдань менеджера проєкту.

## Читати також
- Менеджмент продуктом
- Менеджмент